# 東京防災情報誌
東京防災情報誌（とうきょうぼうさいじょうほうし）は、東京都防災士会と連携した防災情報を発信するメディアである。

## 概要
東京防災情報誌は、東京都防災士会と連携し、首都直下地震や防災一般への意識醸成と、防災知識の発信を行うメディア。YouTubeやブログ、フリーペーパーなどで発信している。YouTubeのチャンネル登録者数は、2025年1月時点で、1130人を超える。運営者は、東京都防災士会の理事である乾栄一郎。
発足当初の2024年7月時点では、講演会案内など東京都防災士会の広報的な内容の記事が多かったが、2024年11月あたりから、「防災士ヴォイス」や「かたりびと」など阪神淡路大震災の被災者インタビューなど独自企画が目立ち、防災メディアとして注目を集めている。